# Judyta ze Schweinfurtu
Judyta ze Schweinfurtu (czes. Jitka ze Svinibrodu; ur. przed 1003 r., zm. 2 sierpnia 1058 r.) – księżna czeska, żona Brzetysława I.
Była córką Henryka ze Schweinfurtu i jego żony Gerbergi. W 1021 r. została porwana przez Brzetysława z klasztoru w Schweinfurcie, gdzie się wychowywała. Z małżeństwa Judyty i Brzetysława pochodziło pięciu synów:
- Spitygniew II, książę Czech,
- Wratysław II, książę Czech,
- Konrad I, książę Czech,
- Jaromir Gebhart, biskup praski,
- Otto I Piękny.

Po śmierci Brzetysława w 1055 r. opuściła Czechy i udała się na Węgry. Według kronikarza Kosmasa została wypędzona przez Spitygniewa II. Na Węgrzech miała poślubić Piotra Orseolo. Taką wersję wypadków przyjmowała starsza historiografia. Obecnie panuje pogląd, że małżeństwo to jest wymysłem kronikarza tym bardziej, że Piotr Orseolo zmarł w 1046 r. Judyta zakończyła życie na Węgrzech, a syn Wratysław II pochował ją w Pradze.